# Charonectria
Charonectria är ett släkte av svampar som beskrevs av Pier Andrea Saccardo. Charonectria ingår i familjen Hyponectriaceae, ordningen kolkärnsvampar, klassen Sordariomycetes, divisionen sporsäcksvampar och riket svampar.
Släktet innehåller bara arten Charonectria sceptri.